# Louis Georges Gouy
Pour les articles homonymes, voir Gouy.
Louis Georges Gouy est un physicien français né à Vals-les-Bains (Ardèche) le 19 février 1854 et mort à Vals-les-Bains le 27 janvier 1926. Son nom reste associé à la phase de Gouy, avance de phase de l'onde lumineuse au passage par un foyer,, qu'on rencontre en particulier dans la description des faisceaux gaussiens.

## Carrière
Préparateur, puis répétiteur à la Sorbonne de 1880 à 1883, d'abord suppléant et chargé de cours à la faculté des sciences de Lyon à partir de 1883, il y devient professeur titulaire de physique en 1887.
Correspondant de l'Académie des sciences en 1901, élu membre non résidant le 28 avril 1913, il est, avec Marcel Brillouin, Maurice de Broglie, Marie Curie, Paul Langevin et Pierre Weiss, l'un des six Français participant au congrès Solvay de 1913.

## Travaux

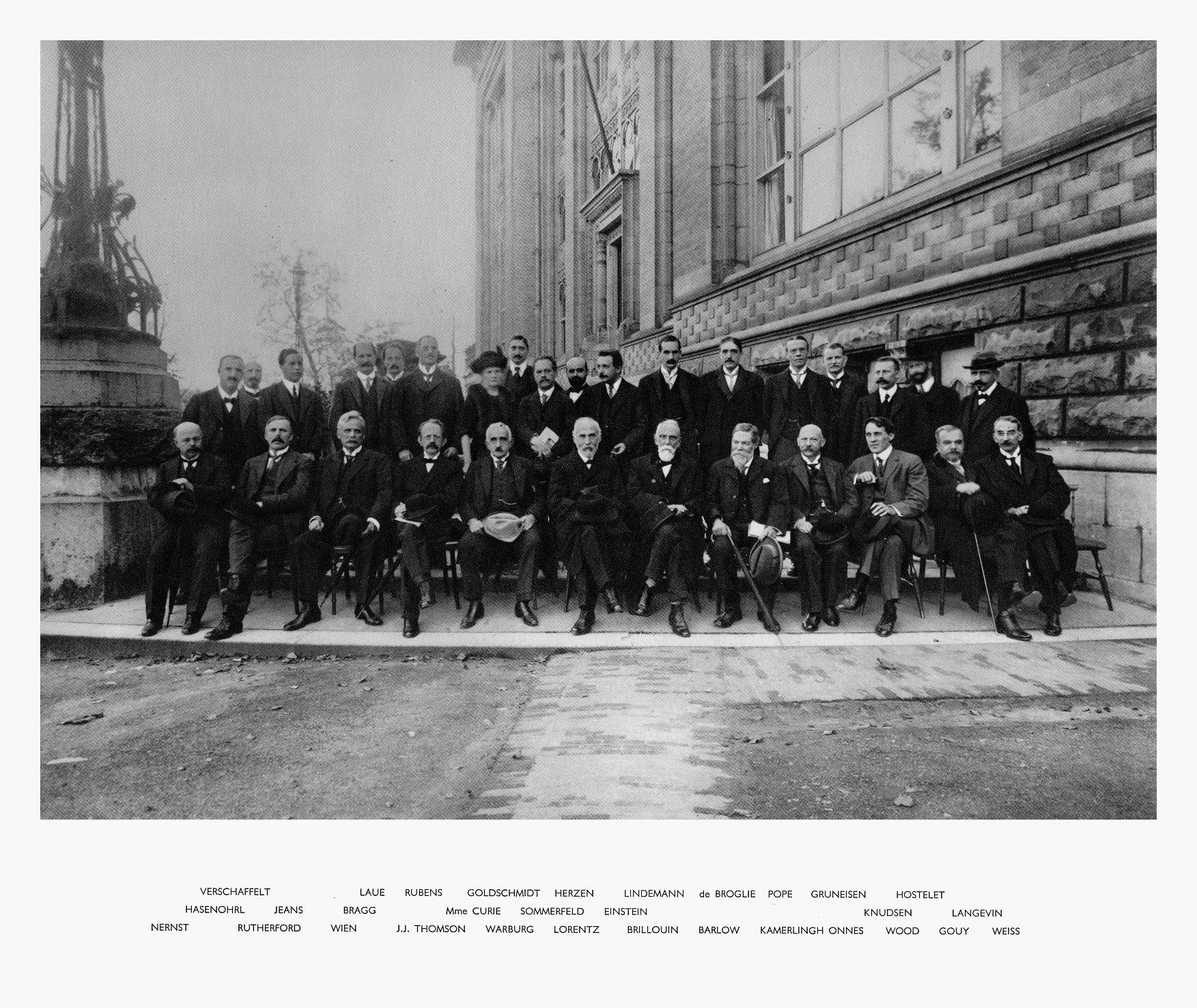
Conférence Solvay de 1913. Louis Georges Gouy est au premier rang à droite.

Ses principaux travaux ont porté sur :
- la vitesse de propagation des ondes lumineuses dans les milieux dispersifs. Il fut en 1880 le premier, un an avant Lord Rayleigh, à introduire la distinction entre vitesse de groupe et vitesse de phase[4] ;
- la propagation des ondes sphériques de faible rayon ;
- la diffraction éloignée (angles de dispersion atteignant 150°) ;
- en électrostatique, le pouvoir inducteur des diélectriques ;
- l'effet du champ magnétique sur la décharge dans les gaz raréfiés ;
- l'électrocapillarité[5] ;
- le pouvoir émissif et absorbant des flammes colorées ;
- le mouvement brownien[6] ;
- la mesure de la susceptibilité magnétique des complexes de métaux de transition à l'aide de la balance de Gouy.

## Distinctions et honneurs
- Officier de la Légion d'honneur[7]
- Le collège de Vals-les-Bains et une rue de Lyon portent son nom.
- Un des deux amphithéâtres du bâtiment Lippmann de l'université Lyon 1 Claude Bernard porte son nom[8].